# Lycoriella pleuroti
Lycoriella pleuroti är en tvåvingeart som beskrevs av Yang och Zhang 1987. Lycoriella pleuroti ingår i släktet Lycoriella och familjen sorgmyggor.
Artens utbredningsområde är Beijing (Kina). Inga underarter finns listade i Catalogue of Life.